# Ноа Сайръс
Ноа Линдзи Сайръс (на английски: Noah Lindsey Cyrus) е американска актриса и певица. Известна е с това, че озвучава анмационният филм „Понйо“. Дебютният й сингъл „Make Me (Cry)“ излиза на 15 ноември 2016 г. и създава вълнение в музикалните класации по целия свят.

## Биография
Ноа Сайръс е родена на 8 януари 2000 г. във Нашвил, окръг Франклин, щата Тенеси, САЩ. Тя произлиза от голямо семейство. Има две сестри – Дестини Хоуп Сайръс – Майли, и Бранди Сайръс. Има и двама братя – Трейс Сайръс и Брайсън Сайръс. Родителите ѝ се казват: Били Рей Сайръс и Летисия /Тиш/ Сайръс.
Нейни близки приятели са: Франки Джонас, който ѝ партнира в озвучаването на „Понйо“. Приятелка е със Мадисън Де Ла Гарза, която е по-малката сестра на Деми Ловато. Нейната най-добра приятелка е Емили Грейс.
Родителите на Ноа са били пред развод, но това разбива семейството им, а най-зле се отразява на сестра ѝ – Майли, която много тежко го приема. Както се знае Майли е ексцентрична и скандална, но под тази черупка се крие момиче, което иска да бъде обичано. Тя има нужда от родителите си и затова те се събират отново. Трейс и Бранди са деца на Тиш и са полубрат и полусестра на Ноа, Майли и Брайсън.
Участва в малки роли в сериала „Хана Монтана“. Има малка роля във „Mostly Ghostly“ през 2008. Играе голяма роля Doc, където играе Грейси Херберт.

## Музикална кариера и дебют албум
През ноември 2016 г. след като подписа договор с лейбъла на Бари Вайс, Сайръс издаде дебютния си сингъл „Make Me (Cry)“. Песента е дует на поп балада с известния британски певец-изпълнител Labrinth и достигна Топ 50 на Billboard Hot 100. През декември 2016 г. тя издаде и акустично изпълнение на песента „Almost Famous“. Тя участва в песента „Chasing Colors“ с електронна музика от DJ „Marshmello“ и „Ookay“ в началото на 2017 година.
На 14 април 2017 г. нейният втори сингъл от албума „NC-17“ е излъчен по радиото по целия свят. На 21 септември 2017 г. тя издаде друг сингъл „Again“ с участието на XXXTentacion. Песента е озаглавена „Stay Together“ и резервира място в музикалните класации на САЩ. Албумът й предстои да излезе до края на 2017 година.
През март 2025 г. Ноа Сайръс си партнира с Fleet Foxes за деликатната балада песен „Don't Put It All on Me“.

## Награди и постижения
Ноа Сайръс е номинирана два пъти на наградите „Radio Disney Music Awards“ през 2017 г. в категориите „Най-добър нов изпълнител“ и „Най-добра песен за раздяла“ за сингъла си с участието на Labrinth, озаглавен „Make Me (Cry)“.
Дебютният ѝ сингъл е обозначен като златен от Асоциация на звукозаписната индустрия на Америка (RIAA) и Австралийска асоциация на звукозаписната индустрия (ARIA) и е класиран като платинен от „GLF“ и „Music Canada“.